# Sydöstra regionen

Den sydöstra regionen i Nordmakedonien

Den sydöstra regionen (makedonska: Југоисточен регион) är en av de åtta statistiska regionerna i Nordmakedonien. Regionen gränsar till Grekland, Bulgarien och inom landet till regionerna Östra regionen och Vardar. Regionens största stad är Strumica.

## Kommuner
Den sydöstra regionen är indelad i 10 kommuner.
1. Bogdanci
2. Bosilovo
3. Gevgelija
4. Konče
5. Novo Selo
6. Radoviš
7. Star Dojran
8. Strumica
9. Valandovo
10. Vasilevo

## Demografi

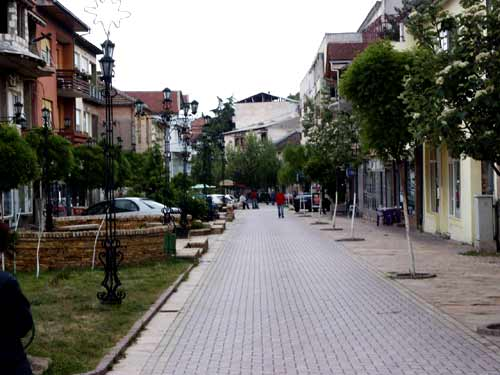
Radoviš, regionens näst största stad

### Invånarantal
Det aktuella invånarantalet i den sydöstra regionen ligger just nu på cirka 171 416 invånare, enligt den senaste mätningen som var år 2002. 
| År   | Invånarantal | Förändringar |
| ---- | ------------ | ------------ |
| 1994 | 167 941      | N/A          |
| 2002 | 171 416      | +3,13 %      |

### De största orterna
Listan som följer nedan är en lista över de största orterna i den sydöstra regionen. 
| Rank | Stad      | Invånarantal |
| ---- | --------- | ------------ |
| 1    | Strumica  | 35,311       |
| 2    | Radoviš   | 16,233       |
| 3    | Gevgelija | 15,685       |
| 4    | Bogdanci  | 6,011        |
| 5    | Valandovo | 4,402        |
| 6    | Novo Selo | 2,756        |
| 7    | Vasilevo  | 2,174        |
| 8    | Bosilovo  | 1,698        |
| 9    | Dojran    | 1,463        |

### Övriga orter
- Ilovica, ligger i bergen mellan Novo Selo och Strumica.
- Jargulica, ligger i bergen utanför Radoviš.
- Canakli, strax norr om Ilovica. 10–15 kilometer ifrån Strumica
- Veljusa, cirka 120 km ifrån Strumica.
- Murtino, cirka 12 km ifrån sydöst om Strumica
- Monospitovo, cirka 20 km öst om Strumica
- Bogorojca, 10 km öst om Gevgelija.
- Stojakovo, cirka 13 km öst om Gevgelija.
- Mokrievo, cirka 20 km sydöst om Strumica.
- Veljusa, ligger cirka 13 km nordväst om Strumica.

### Etnisk fördelning
Den största etniska gruppen i regionen är, än så länge, makedonierna.